# Henrik Hertz
Henrik Heyman Hertz (født 25. eller 27. august 1797/1798 i København, død 25. februar 1870 sammesteds) var en dansk digter og dramatiker.
Hertz var en nær ven af Johan Ludvig og Johanne Luise Heiberg (Se digtet Posthuset i Hirschholm). Til den store skuespillerinde skabte han roller, som passede til hendes evner og personlighed. Hertz' berømteste værker er komedien Sparekassen og den romantiske tragedie Svend Dyrings Huus.

## Barndom og ungdom

### Sygdom
Hans forældre var Philip Hertz, først købmand, senere bagermester i København, og Beline født Salomonsen; faren døde, da sønnen kun var 1 1/2 år gammel, og moren overtog med stor dygtighed og tilsvarende fremgang driften af bageriet. ”Efter de Oplysninger, jeg har kunnet indhente”, hedder det i et egenhændigt, biografisk udkast af Hertz, blev han født 25. august 1798 i København. Allerede i sit fjerde år faldt han i en farlig og langvarig sygdom, der truede med at gøre en hurtig ende på hans liv og til sidst opløste sig i to forhærdelser (fortykkelser, knuder), en på hver side af halsen. En operation ansås for nødvendig, men tillige for livsfarlig. Omsider besluttede en af de behandlende læger – om det var Frederik Christian Winsløw eller Diederich Erich Stebuss, erindrer Hertz ikke med sikkerhed – sig til at bruge kniven; men i den visse forventning, at patienten få øjeblikke efter ville opgive ånden, tog han straks efter operationen hat og stok og gik sin vej uden engang at anordne den videre behandlingsmåde. Operationen lykkedes imidlertid, Hertz kom sig, men vedblev i sine tidligere år som følge af sygdommen at være et skrøbeligt væsen, på hvis nerver en mængde ting, børn ellers ikke agte på, gjorde et smerteligt indtryk; han kunne således ikke tåle at se sin mor vinde garn og græd, når hun sang, eller når lirekassen spillede uden for gadedøren om aftenen.

### Københavns bombardement
Det gode og lykkelige barndomshjems velstand gik til grunde i bombardementet 1807. Moderens bagergård, der vendte ud mod Klosterstræde, Gråbrødrestræde og Ulfeldts Plads, nedbrændte, og kun lidet af indboet reddedes; samme skæbne ramte en bagergård i Skindergade, som den ældste af sønnerne havde købt året i forvejen. Han var nær ved at gå fra vid og sans af fortvivlelse over sit tab, og døde året efter.
Moderen bar sin hjemsøgelse med større fatning trods de fortrykte kår, hun måtte leve under i resten af sit liv. Den næstældste af sønnerne, Salomon Sylvester Hertz (født 1792), senere bekendt som udgiver af Vejle Amtsavis og udrustet med nogen digterisk begavelse, fuldendte sine artiumsstudier 1809. Han forberedte sin yngste broder til optagelse i Metropolitanskolen og vejledede ham samtidig med hensyn til valget af den underholdningslekture, som Hertz’ stadig voksende læselyst eller snarere læsegrådighed fordrede for at mættes, så at han, foruden en utallighed af romaner, gjorde bekendtskab med størstedelen af de bedste danske og tyske digterværker. 13 år gammel kom Hertz i latinskolen og mindedes senere med taknemlighed den undervisning, han nød der af duelige og humane lærere, mest dog den omhu, hvormed det danske sprog, ved hjælp af rektors øvelser, blev dyrket allerede fra de nederste klasser. Da Hertz’ mor døde i 1814, var det tvivlsomt, om den forældreløse dreng ville have kunnet fortsætte skolegangen, hvis ikke daværende grosserer, senere redaktør af Berlingske Tidende, M.L. Nathanson, der viste sig så hjælpsom mod mange talenter, havde taget sig af ham.

### Eksamen
I hans velhavende og højtdannede hus blev Hertz en daglig gæst og traf der mange af tidens fremragende mænd. 1817 blev han student og tog året derpå den filosofiske eksamen. Uden Lyst og uden følelsen af et indre kald dertil valgte Hertz jurisprudensen (juraen) til studium, men det gik kun småt og trangt med arbejdet; historisk og æstetisk læsning samt poetiske sysler gjorde store lakuner (huller) i det, og en omveksling i hans velgørers formuesomstændigheder tvang ham til at anvende megen tid på informationer. Da Hertz 1825 omsider tog den juridiske embedseksamen, havde han dog året forinden vundet universitetets guldmedalje for et juridisk prisspørgsmål, som Kolderup-Rosenvinges forelæsninger over den gamle lovhistorie havde givet ham interesse for: en udvikling af læren om infamier efter vore egne ældre og nugældende samt de romerske love; Opgaven forekom ham især interessant ved den måde, hvorpå begreberne om ære og vanære historisk havde udviklet sig hos os fra de ældste tider, og det var også navnlig de fra vore gamle love hentede betragtninger, der skaffede Hertz den hædrende medalje. Kort efter eksamen vandt han en ny for besvarelsen af den æstetiske prisopgave, der fordrede en historisk og filosofisk påvisning af, hvorledes nationerne have virket på deres digtere og disse igen på deres nationer – et spørgsmål, hvis vidtløftighed hans temmelig udbredte læsning hjalp ham til at få bugt med.

## Digterkaldet

### Tidlige forsøg
”Så vidt jeg erindrer”, siger Hertz i det ovenfor nævnte selvbiografiske manuskript, ”anså jeg det fra mit 11. År eller så for en afgjort Sag, at jeg kunde skrive Vers, når jeg blot vilde. Da min Broder derfor en Gang gav mig en Opgave i Dansk, besvarede jeg den i en lille Komedie med indflettede Sange, om hvilke sidste min Broder påstod, at de måtte være skrevne ud af en Bog, hvilket dog ikke var sket mig bevidst.” I skolen blev han inddraget i en poetisk polemik, som var rettet mod en nylig indkommen discipel – den senere dr. phil. Carl Adolph Thortsen -, hvis gode hoved og store flid truede med at vanskeliggøre kampen for duksepladsen; Hertz skrev flere ”i skarp Skolelud dyppede Stridsbreve”, der aftvang Thortsen en sådan respekt for modstanderens digtergaver, at han nogen tid efter foreslog ham at træde ind som fjerde mand i et poetisk societet, som han havde oprettet sammen med to disciple fra klassen ovenover. I ugentlige møder læste og kritiserede man hinandens poesier, deklamerede udenad lærte digte og oplæste dramatiske scener. Hertz’ lyrik fra denne tidlige tid var stærkest påvirket af B.S. Ingemann; senere indtog Adam Oehlenschläger og Grundtvig forrangen i hans yndest, også Schack von Staffeldt så han op til med beundring, og et ubeskriveligt indtryk modtog han fra William Shakespeare, da han første gang læste ham i Peter Thun Foersoms oversættelse. Han betragtede det imidlertid som en lykke for sig, at den komiske poesi just på denne tid begyndte at blande sin stemme ind i samklangen, og Heibergs Julespøg og Nytårsløjer blev ham en i flere henseender befriende læsning. Som alle de unge var han en begejstret tilhænger af Oehlenschläger og blev personlig bekendt med adskillige af hans partis ordførere; men i andre kredse traf han sammen med Jens Baggesen og hørte ham oplæse flere af sine stridsskrifter.

### Lystspilsdigter
I den unge æstetiserende klub drejede diskussionen sig ofte om muligheden af at få et dansk lystspil med levedygtighed bragt til veje. Hertz, hvis digteriske produktion hidtil udelukkende havde været lyrisk og haft en afgjort tungsindig karakter, var vel nu og da falden på den tanke at skrive et skuespil, men det var da altid tragedien, der foresvævede ham som det eneste rette og mulige. Under påvirkning af lystspildebatterne gjorde han sig lidt efter lidt fortrolig med tanken om en komisk skuespildigtning og lagde planen til en komedie, der skulle skildre de grasserende privatteatres udskejelser. Det var hans agt at udføre den med de holbergske masker og i Holbergs sprog; denne mislige idé opgav han dog snart, men da stykket – Hr. Burchard og hans Familie, lystspil i fem akter – længere hen (i den første halvdel af 1826) blev skrevet, beholdt det dog i dialog og i skildringen af et par af hovedpersonerne stærke spor af den oprindelige hensigt. Imidlertid havde Heibergs vaudeville brudt isen, der forstenende lå om den danske skueplads, og for en frisk brise kunne en national lystspildigtning styre i havn. Hertz indleverede – anonymt, ligesom de nærmest følgende arbejder -- sit stykke til teatret, det blev antaget og opførtes første gang 14. marts 1827, i alt seks gange. Hans næste lystspil, Flyttedagen (1828), ligeledes i fem akter og ligeledes en lokalkomisk satire, viser en voksende teknisk færdighed og en stræben bort fra den direkte holbergske påvirkning, om det end er mere gammeldags i form og sprog end den tid, det vil skildre. Det tredje femakts-lystspil, Emma, med dets analyse af en interessant personlighed og en ejendommelig situation anså Hertz derimod så vel i de forhold, det støtter sig på, som i karakter og dialog for en Datter af vor egen Tid og stillede det i henseende til disse egenskaber som jævnbyrdigt med sine bedste arbejder.
Men endnu inden han havde fuldendt dette lystspil – opført først 1834 og kun fire gange -, var Casimir Delavignes L’École des vieillards falden Hertz i hænderne og havde forbavset ham ikke mindre ved sin fortræffelige karaktertegning end ved sin ypperlige dialog, den fine tankegang og de lette, elegante vers, hvorigennem den slyngede sig. Et par af Molières versificerede komedier forstærkede yderligere den impuls, han havde modtaget til at skrive et dansk lystspil på rimede vers; Stoffet voldte det ham ikke besvær at finde, det ordnede sig så at sige af sig selv, men vanskeligheden lå i at finde en passende versform. Alexandrineren forekom ham at hindre en naturlig og tvangfri udvikling af dialogen og krævede desuden stor kunst i fremsigelsen; han valgte da den femfodede jambe, dog således, "at Rimene ikke efter en fast Lov fulgte efter hverandre, men dannede metriske Perioder, hvis Længde og Korthed og karakteristiske Egenskaber kunde afpasses efter Indholdet". Hertz tilskriver valget af dette versemål for en meget væsentlig del den lykke, som Amors Genistreger gjorde straks ved sin første opførelse 31. marts 1830, og som vedvarende har fulgt dette vor litteraturs klassiske værk gennem dets langt over 100 fremstillinger på scenen; men han tilstår også, at udarbejdelsen har voldt ham de største bryderier, i det han gør Wielands ord til sine: ”Ich habe oft drittehalb Tage über eine einzige Strophe zugebracht, wo im Grunde die ganze Sache auf einem einzigen Worte, das ich brauchte und nicht finden konnte, beruhte”. To følgende lystspil i et lignende Metrum ere det langtfra efter fortjeneste påskønnede En Dag på Øen Als, der 1832 kun nåede fem opførelser, og den med des større bifald optagne graciøse spøg Den eneste Fejl (1835).
Henrik Hertz' skuespil findes bevaret i Dramatisk Bibliotek på Det Kongelige Bibliotek.

### Oehlenschläger og Baggesen-fejden
Havde Hertz ikke prøvet at skærpe sine metriske evner på en opgave som Amors Genistreger, var Gjengangerbrevene aldrig blevet til. De faldt mod slutningen af 1830 ned blandt litteraturens stridende hære som en eksploderende bombe. Kampen mellem Oehlenschlägers tilhængere og Johan Ludvig Heiberg var nået til sin højeste spænding, da sidstnævnte aldeles uventet modtog den værdifulde undsætning, som ikke syntes at kunne komme fra nogen anden end Baggesen selv, ham, der jo havde indsat Heiberg til sin kritiks arvtager og pålagt ham at ”sangdømme” det litterære mellemværende mellem Oehlenschläger og Baggesen. Der findes vel næppe i verdenslitteraturen nogen pastiche så fint og stilfuldt efterlignende, i den grad ånd af forbilledets ånd og form af dets form som disse Knud Sjællandsfars Gjengangerbreve eller poetiske Epistler fra Paradis, seks i tallet, af hvilke de tre er henvendte til Heiberg, de to til Carsten Hauch og det sidste og mesterligste, i følelse og vid måske mest ægte baggesenske (hvis her ellers kan være tale om nogen gradsforskel) til det danske folk. Pseudo-Baggesen stiller sig selvfølgelig i det hele og store på Heibergs side; et par milde bebrejdelser for overgreb i stridens hede rettes imod ham, men for øvrigt billiger rimbrevskriveren fuldt hans kamp for den gode smag imod litteraturens barbaresker, stiller sig ved hans side og rækker ham de skarpeste våben til overvindelse af det poetiske anarki, i hvilket det stoflige har taget magten og brutalt trådt formens ret under fødder, skønt al god og varig kunst består i disse to faktorers fuldkomne harmoni. Man gør sig ikke let nogen overdreven forestilling om det røre, de poetiske epistler vakte, ikke mindst ved den uigennemtrængelige anonymitet, som deres virkelige forfatter forstod at hylle sig i. Heiberg hyldede sin kampfælle med digtet Til Knud Sjællandsfar i Paradis, som atter fremkaldte fire nye poetiske epistler, offentliggjorte i Anonym Nytårsgave for 1832 af "Forfatteren af Gjengangerbrevene, forfatteren af Amors Genistreger og flere"; dens betydeligste stykke, næst efter epistlerne, er det didaktiske digt Naturen og Kunsten; indledningen, Mødet i Dyrehaven, var af Peter Vilhelm Jacobsen, der fra skoletiden havde hørt til Hertzs kæreste venner og nu var en af de få, som vare indviede i hans forfatterskabs mysterium.
Nogle måneder efter nytårsgavens fremkomst brød Hertz imidlertid hemmeligheden, mest af praktiske grunde, særlig formedelst vanskeligheden ved en gennem flere år fortsat anonym forhandling med teatret angående de til opførelse antagne stykker. Navngivelsen vakte stor sensation, ikke mindst derved, at så mange arbejder af så højst forskellig natur viste sig at have deres udspring fra en og samme forfatter; under tre forskellige firmaer var således seks af hans dramatiske arbejder blevne opførte, nemlig foruden de tidligere nævnte tillige vaudevillerne Kjærlighed og Politi og Arvingerne, og Hertz havde altså – som han siger – "3 Gange fristet den Fare at bedømmes som en ganske ubekjendt Forfatter". Endnu 1. april 1832, da Mad. Nielsen ved Rosenkildes aftenunderholdning fremsagde det pompøse deklamationsnummer Slaget på Reden, betegnedes dette på plakaten som "et nyt Digt af Forfatteren til Gjengangerbrevene", men da 26. i samme måned Emma opførtes anden gang, var der efter titlen tilføjet: "af Candidatus juris Henrik Hertz":
Få timer endnu - da stiger påny
af natten på morgenens strimer
hin anden april, hvis evige ry
i Dannemark rækker fra by til by.
hin kamps mærkværdige timer.
Samme år lod Hertz sig døbe (9. april i Trinitatis Kirke).

### På toppen
Hertz havde sparet sig sin berømmelse sammen som et hemmeligt fond; da det nu på én gang blev vitterligt, hvor rigt hans skatkammer var, stod han med ét slag som en af litteraturens stormænd. Det lå dog fjernt fra hans beskedne natur at gøre sig til af denne sin stilling; lille og uanselig, som han var af skikkelse, var han også tilbageholdende af væsen, og for et udstrakt selskabeligt samkvem begyndte allerede nu hans tunghørighed at lægge hindringer i vejen; den stod sandsynligvis i forbindelse med hans sygelighed i barndomstiden, og med årene gik den over til fuldstændig døvhed, så at Hertz i en lang årrække kun ved hjælp af en skrivetavle kunne sætte sig i rapport til sine omgivelser. Med den heibergske kreds knyttedes tidlig en varig omgang; de beslægtede ånder fandt hurtig hinanden, Heiberg og Hertz stod på det samme smagsstade, og fru Heiberg virkede inspirerende på ham som digter. Om deres sommerliv i Hirschholm samme år, som bekendtskabet stiftedes, fortælle fru Heibergs erindringer og Hertz’ af fruens Bellmanssang bårne skønne digte fra Hirschholm, der meddeltes i Forårets Nytårsgave for 1833 sammen med novellen Den påtrængende, anden sang af læredigtet Naturen og Kunsten samt adskillige mindre poesier. Efter udgivelsen af denne bog tiltrådte Hertz med offentlig understøttelse en udenlandsrejse over Berlin og Dresden gennem Tyrol til Wien, der fra gennem Steiermark og Krain over Trieste til Venedig, Padua og Florents. I Rom traf han H.C. Andersen – den "hellig Andersen", som han havde harceleret i Gjengangerbrevene; de omgikkes venskabelig og fulgtes ad til Neapel. Hjemrejsen tiltrådtes det følgende forår over Genova, Milano, Søerne, Simplon, Geneve, Lyon og Paris; ved efterårstide 1834 var Hertz på ny i København. Mange år senere meddelte han i sine Ugentlige Blade skitser fra denne udenlandsrejse, men digtet Rejsen på Apenninerne skrevet til en bellmansk melodi, er en friskere stemning fra selve rejsetiden.
Efter hjemkomsten begyndte Hertz på ny, som i sin førdramatiske periode, at ”stemme de gyldne strænge lyrisk, at synge og at glemme, han en gang var satyrisk”. Adskillige af hans fineste og lødigste poesier stammer fra de nærmest følgende år: Prologen Kjærligheds Veje i Nytårsgaven af samme navn (1836), 13 til Bords og Fjerboldspillet i samme samling; spredte i Holsts Nytårsgaver fra danske Digtere, i Flyvende Posts Supplementsblade, Portefeuillen og andre steder digte som Silkeormen, Gubben og Ynglingen, Ensomt Liv, Skriftemålet, Digterlod, Filologen til sin elskede, En Digter og hans elskede, Resignation, Ved Nattetid, de gamle Melodier: Jeg gik mig ud en Sommerdag og En dejlig, ung Ridder; de humoristiske stykker: Bryggerens Jeremiade, Rødhætten, På Volden store Bededag og flere; de skæmtefulde epistler i baggesensk stil, såsom Den glemte Paraply, Beriderne på Nørrebro, Stambogsepistel (Som en fin og snehvid Due); endelig af de mere bekendte episke digte Den danske Soldat, Fregatten Ørnens Brand og flere. I to bind Lyriske og dramatiske Digte (1841 og 44) samledes en del af disse poesier tillige med Hertz’ nyere dramatiske digtning.

### Mindre værker
Thi for skuepladsen fik Hertz dog sin største betydning som digter. Den smidige assimilationsevne, som Gjengangerbrevene havde aflagt et så glimrende vidnesbyrd om, gjorde ham det muligt at udføre vidt forskellige emner, hvert enkelt i den stil og farve, som dets behandling naturligst krævede. 1835 opførtes den lokalkomiske vaudeville Debatten i Politivennen, 1836 det ægte danske og gedigent komiske lystspil Sparekassen, 1837 den ikke mindre, om end på en helt anden måde, af danskfølelse gennemtrængte romantiske tragedie Svend Dyrings Hus, en af vor skuespildigtnings reneste perler og, hvad sprogbehandlingen angår, den mærkeligste af de genfødelser af folkevisestilen, som vor litteratur ejer; 1839 dramaet Valdemar Atterdag i en strengere historisk stil, 1841 det romantiske skuespil Svanehammen og det skælmske lystspil Indkvarteringen, 1842 enakts-skuespillet Fristelsen, 1844 det romantiske lystspil Amanda, 1845 det lyriske Drama Kong Renes Datter, 1848 femakts-skuespillet Ninon, 1849 det romantiske lystspil Tonietta, 1851 lystspillene Avdiensen og Scheik Hassan, 1853 skuespillet De deporterede, 1854 skuespillet Et Offer og lystspillet Den yngste, 1859 vaudevillen De fattiges Dyrehave, 1860 lystspillet Besøget i København, 1861 lystspillet En Kurmethode, 1865 det romantiske lystspil Advokaten og hans Myndling samt lystspillet Portrættet, 1869 det romantiske skuespil 3 Dage i Padua og lystspillet Et Herreselskab. Skønt disse navne kun betegne en del af de 44 (i 18 bind Dramatiske Værker samlede) arbejder af Hertz, som er opførte, og skønt de ingenlunde alle gjorde lykke på scenen, tælle dog alene de her nævnte stykker tilsammen omkring 950 opførelser, som Hertz overhovedet med omkring 1180 fremstillinger af sine skuespil står som den tredje i rækken af de hyppigst opførte danske forfattere, umiddelbart efter Ludvig Holberg og Johan Ludvig Heiberg.

### Karakteristik
Når Hertz’ dramatiske arbejder viste en så højst forskellig levedygtighed på scenen, lå grunden selvfølgelig dels i deres forskelligartede poetiske værd og dramatiske kraft, dels i publikums ustadige smag; men for en del må den også, i alt fald til en tid, søges i den misgunst, der ramte Hertz på grund af hans politiske konservatisme. Også på dette punkt faldt hans anskuelser sammen med Heibergs, og af den uvilje, der fra de liberale ordføreres side rettedes mod denne, fik også Hertz sin part, især efter at han 1839 havde lagt sin politiske trosbekendelse åbent for dagen i novellen Stemninger og Tilstande, i hvilken han uden lidenskab, nærmest som beskuer, men ofte med rammende ord udtalte sin dom om tidens bevægelser. ”Det politiske Element, der er optaget i denne Bog”, siger han i sine autobiografiske optegnelser, ”har givet vore Oppositionsblade, der ere Part i Sagen, Anledning til en Mængde mat gennemført Polemik, som jeg hidtil har ladet ubesvaret, da den for største Delen finder sin Besvarelse i selve Bogen. At den Anskuelse af vore nyere politiske Forhold samt af Oppositionspartiets Fremfærd, jeg i denne Bog har søgt at gøre gældende, nu hyppig og fra flere Kanter kommer til Orde, tør jeg måske for en liden Part regne mig til Fortjeneste.” Bogen udkom i alt fald i to oplag med kort mellemrum, hvilket ikke bidrog til at mildne stemningen mod dens forfatter. De arbejder, han bragte på scenen i de nærmeste år her omkring, fik da også for det meste kun en tynd lykke: Valdemar Atterdag opnåede kun tre, Svanehammen fem, Fristelsen fem og Amanda fire opførelser, og et lille lejlighedsstykke, Perspektivkassen, skrevet til en sommerforestilling 1842, fremkaldte angreb, hvis heftighed og langvarighed stod i absolut misforhold til den ubetydelige anledning. Det er under disse forhold meget betegnende, at Hertz lod Kong Renes Datter opføre anonymt og først navngav sig, efter at stykkets succes var sikret. I den polemiske komedie Hundrede År, skreven i anledning af teaterjubilæet 1848, gør Hertz sig dog delvis til talsmand for en slags parlamentarisk styrelse af skuepladsen, medens han også her viser sit mod til at gå imod strømmen, i det han advarer imod at lade sværdet overskære også de åndelige bånd, der forbinde dansk og tysk kultur med hinanden. Omtrent samtidig med dette værk skrev han det oldnordiske digt Tyrfing, som udkom med tegninger af Constantin Hansen.

### Sidste år
1858-59 udgav Hertz Ugentlige Blade, i hvilke han af større arbejder, foruden de ovenfor nævnte rejseskitser, meddelte en litterær eksposé (oversigt): Poesien i Danmark efter 1814 samt en omfangsrig fortælling i tre dele: Johannes Johnsen, løse Blade af nogle samtidiges Liv, der senere er udkommen i bogform. Som hans dramatiske skrifter foreligger i den tidligere nævnte 18 binds udgave, er også hans øvrige poesier samlede i fire bind Digte fra forskjellige Perioder (1851-62). I særtryk er Svend Dyrings Hus og Kong Renes Datter udkommet mange gange, både som folkelæsning og i luksusudstyrelse. Det sidstnævnte stykke er oversat på flere sprog og har i en del år hørt til det tyske teaters repertoire.
Hertz fik 1845 titel af professor, blev 1850 Ridder af Dannebrog og 1865 Dannebrogsmand. Han var en af de fire digtere (foruden ham H.C. Andersen, Christian Winther og Frederik Paludan-Müller), hvem de første af Rigsdagen bevilgede "Digtergager" tilfaldt. 1850 ægtede han – altså i en fremrykket alder – Louise v. Halle, datter af grosserer Amsel v. Halle og Sara født Nathanson. Han døde 25. februar 1870.
Han er begravet på Assistens Kirkegård.